# San Andrés Tepetitlán
San Andrés Tepetitlán är en ort i Mexiko, tillhörande kommunen Almoloya de Alquisiras i den nordvästra delen av delstaten Mexiko, i den centrala delen av landet. Orten hade 1 760 invånare vid folkräkningen 2010, och är kommunens näst största ort sett till befolkning.